# 퀸 오브 데저트
《퀸 오브 데저트》(영어: Queen of the Desert)는 2015년 공개된 미국의 서사 영화로, 거트루드 벨의 전기를 그리고 있다. 벨은 니콜 키드먼이 맡았다. 2015년 2월 6일 베를린 국제 영화제에서 처음 상영되었다.

## 출연

### 주연
- 니콜 키드먼
- 제임스 프랭코
- 로버트 패틴슨
- 데미안 루이스

### 조연
- 홀리 얼
- 제니 에구터
- 마크 루이스 존스
- 데이빗 칼더
- 베스 고다드
- 크리스토퍼 풀포드
- 마이클 젠
- 아사드 보우압
- 크리스티나 로우
- 소피 린필드
- 윌리엄 엘리스
- 닉 워링
- 사라 크로우덴
- 레니 파이아

## 기타
- Line PD: 하미드 헤라프
- 총괄프로듀서: 조나단 데빈
- 총괄프로듀서: 캐시 게수알도
- 프로듀서: 마이클 베나로야
- 프로듀서: 캐시언 엘위스
- 미술: 울리히 베르그펠더
- 의상: 미쉘 클랩턴
- 배역: 베스 샤컴
- 배역: 샤논 맥하니언

## 같이 보기
- 아라비아의 로렌스 (영화)